# フレッド・A・ハートリー・ジュニア
フレッド・アラン・ハートリー・ジュニア （Fred Allan Hartley, Jr.、1902年2月22日 - 1969年5月11日）は、アメリカ合衆国のニュージャージー州出身の政治家。共和党所属ニュージャージー州第8選挙区及びニュージャージー州第10選挙区の代表として、アメリカ合衆国下院議員を10期務めた。1947年制定のタフト＝ハートリー法を推進したことで知られる。

## 生い立ち
1902年2月22日、ニュージャージー州ハリスンにて出生。ハリスン公立学校とラトガーズ・プレパラトリー・スクールを経て高校に進み、ラトガーズ大学に入った。卒業後の1923年、ニュージャージー州カーニーの図書館司書の職を得た。同職を2年間続けた後、カーニーの警察署と消防署に1928年まで勤務した。同年、ニュージャージー州第8選挙区におけるアメリカ合衆国下院議員選挙にて、共和党から指名を受けた。1928年11月6日の選挙で現職議員ポール・J・ムーアと争い、大接戦の末にムーアを破った。最終得票数はハートリー64,915票、ムーア64,594票で、得票率の差はわずか0.2%であった。

## 政治
1929年3月4日、ハートリーは27歳にしてアメリカ合衆国第71議会の最年少議員となった。1930年の下院議員選挙の際、ニュージャージー州第8選挙区で再びポール・J・ムーアと争った。またしても接戦となったこの選挙では、ハートリー44,038票（得票率50.4%）、ムーア43,195票（同49.4%）で、再びハートリーが勝利した。
彼は、世界恐慌から第二次世界大戦中に至るまで議席を保持し続けた、数少ない共和党員の1人であった。1932年の選挙では、ニュージャージー州第10選挙区でウィリアム・W・ハリスンを破り、1934年にはウィリアム・ハーダ・スミス (William Herda Smith) を打倒した。ハートリーは1936年の選挙でも接戦を経験した。この時は、得票率50.2%対49.6%で民主党の対立候補リンズィー・H・ラッド (Lindsay H. Rudd) を破った。1938年、再びラッドを順当に破り1940年にウィリアム・W・ホルムウッドに、1942年にフレデリック・ビグロウ (Frederic Bigelow) に、1944年にルーク・A・キーアナン・ジュニア (Luke A. Kiernan, Jr.) に、また1946年には、のちに彼に代わって議席を占めることになるピーター・W・ロディーノにそれぞれ勝利し、再選を果たした。

## タフト＝ハートリー法
ハートリーは戦後の労働争議が極めて不穏な状況になっているのを見て取り、政治経済の安定に対する脅威を感じた。共和党は1946年、ハートリーが初当選した1928年の選挙以来となる、議会両院での過半数奪還を果たした。
所属する共和党が過半数を占めたのに伴い、ハートリーは第80議会の教育労働委員会委員長に就任した。
翌年彼は、労働厚生委員会委員長であったロバート・タフト上院議員と共に、彼の考える労働者の不品行を抑制する法案を導入した。成立したタフト＝ハートリー法は制定のワグナー法（正式には「1935年全国労働関係法」）の大改定であると共に、戦後の議会が可決した、ニュー・ディール関連諸法の初の大改定でもあった。同法は第2次ボイコットなどの労働戦術に制限を課すと共に、労働権法を制定するか否かを選ぶ権利を各州に与えた（24州が制定）。同法第14節 (b) に書かれたこの規定は、同法の中でも最も論争を巻き起こした規定の1つであった。
ハリー・S・トルーマン大統領は法案に対する拒否権を発動したが、共和党と結んだ多くの民主党員は1947年6月23日、大統領の拒否権を覆した。主要労働組合全ての綱領には同法（特に第14節 (b) ）の廃止要求が盛り込まれ、時には民主党の綱領にも反映された。しかし、同法廃止の可能性が高まったのは、1964年の選挙で共和党が大敗し、民主党が議会両院で圧倒的多数を占めた時だけであった。廃止法案は221票対203票で下院を通過したが、当時の少数党院内総務エヴァレット・ダークセンなど共和党勢力による議事妨害を長きにわたって受けたため、上院で必要な3分の2の賛成多数が実現することはついになかった。労働同盟は議事妨害を打破できず、結局廃止法案は1966年2月10日、モンタナ州選出の民主党議員で多数党院内総務のマイク・マンスフィールドによって廃案となった。
ハートリーは、己の名を冠する法案が可決された会期を務めた後の選挙には出馬を希望せず、1949年1月3日に政界から引退した。

## 晩年
ハートリーは1954年にニュージャージー州における上院議席2議席のうち1議席を獲得すべく出馬するが、落選。ニュージャージー州に戻った彼は、その後15年間を経営コンサルタントとして過ごし、タフト＝ハートリー法が厳しい試練に耐え、無傷のまま存続しているのを見た。
ニュージャージー州リンウッドにて死去。ニューアークフェアマウント墓地に葬られた。